# 라트비아 의회의사당

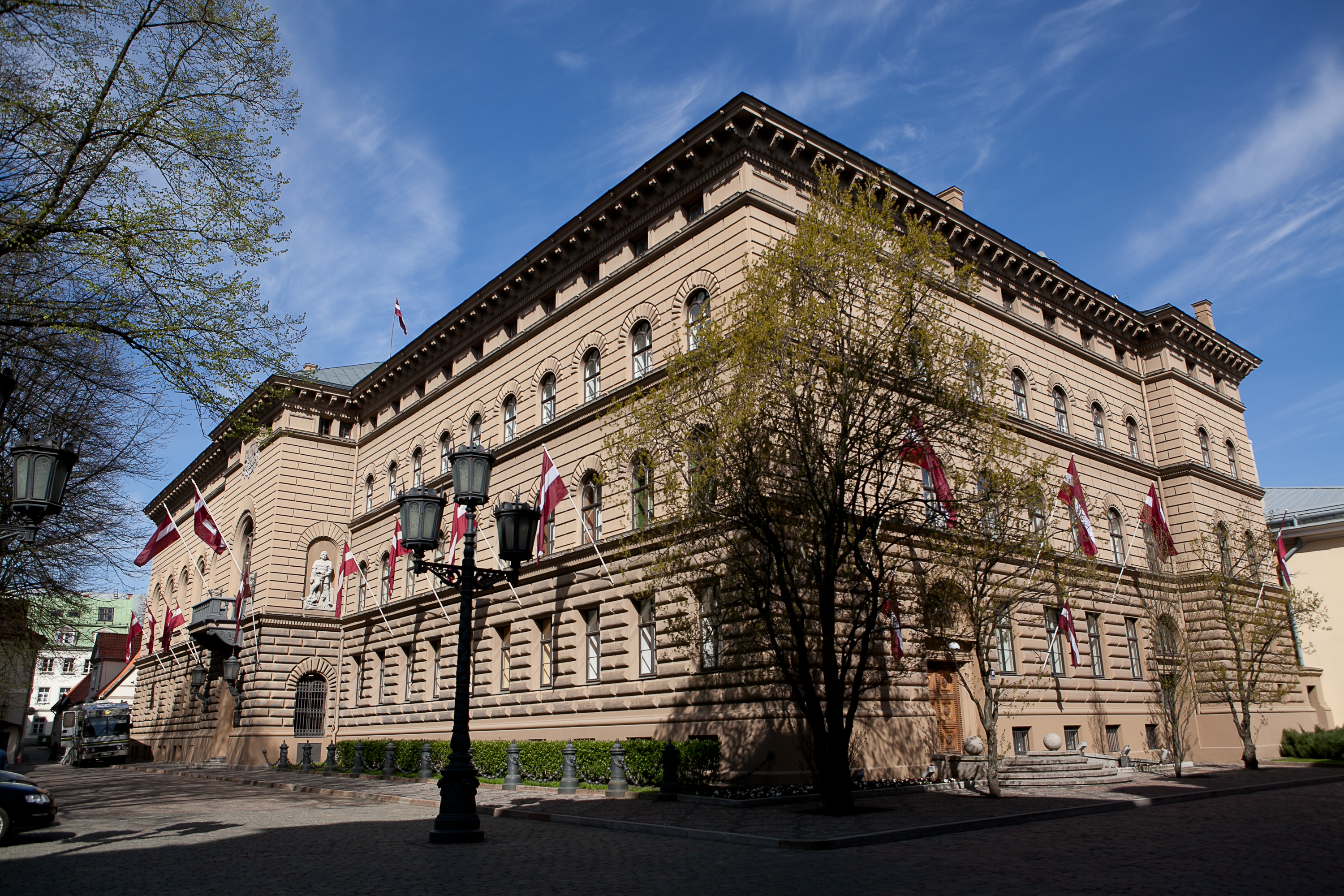
라트비아 의회의사당

라트비아 의회의사당(라트비아어: Latvijas Republikas Saeimas nams)은 라트비아 리가에 있는 사에이마 (의회) 건물이다.

## 건축
이 건물은 본래 리보니아현 리보니아 기사단 의회를 위해 건설되었다. 이 건물은 발트 독일인 건축가 로버트 플루그와 절충주의적 마감 처리가 된 네오르네상스 양식으로 라트비아 건축가인 야니스 바우마니스가 설계했다. 건설은 1863년에 시작되어 1867년에 성 야고보 대성당 바로 맞은편에 완공되었다.